# مؤسسه ایران
مؤسسه فرهنگی مطبوعاتی ایران یک مؤسسه غیرانتفاعی و غیردولتی در ایران است که در سال ۱۳۷۳ تأسیس شده و در زمینه رسانه فعالیت می‌کند. این مؤسسه که به خبرگزاری جمهوری اسلامی (متعلق به دولت) وابسته است، صاحب امتیاز تعدادی نشریه است که معروف‌ترین آن‌ها روزنامه ایران است.

## اعضای هیئت‌‌امنا
مطابق اساسنامه مؤسسه، شخصیت‌های حقوقی زیر عضو هیئت‌امنای آن هستند:
- وزیر فرهنگ و ارشاد اسلامی (رئیس هیئت‌امنا)
- مدیرعامل خبرگزاری جمهوری اسلامی
- رئیس دفتر رئيس‌جمهور ایران

## مدیران
- کاوه اشتهاردی (۲ آبان ۸۵–آخر فروردین ۹۰)[۲]
- علی‌اکبر جوانفکر (اردیبهشت ۹۰–بهمن ۹۱)[۲]
- حسین حنیف ستاریان (بهمن ۹۱–مرداد ۹۲)[۲]
- محمدتقی روغنی‌ها (مرداد ۹۲-بهمن ۹۷)
- مهدی شفیعی (بهمن ۹۷-آبان ۱۴۰۰)
- محمدحسن روزی‌طلب (آبان ۱۴۰۰–فروردین ۱۴۰۳)[۵]
- احسان صالحی (فروردین تا آبان ۱۴۰۳)
- علی متقیان (آبان ۱۴۰۳-تاکنون)

## نشریات
- روزنامه ایران[۴]
- ایران ورزشی[۴]
- الوفاق (عربی‌زبان)[۴]
- ایران دیلی (انگلیسی‌زبان)[۴]
- ایران آذین[۴]
- ایران سپید[۴]
- پایگاه شبکه ایران (وبسایت؛ ۱۳۹۲–۱۳۸۶)[۳]
- ایران آنلاین (وبسایت ۱۳۹۴ - تا کنون)[۶]